# Adrianne Curry
Adrianne Marie Curry (Joliet, 6 agosto 1982) è una modella statunitense, vincitrice della prima edizione di America's Next Top Model.

## Biografia
Come modella, la Curry ha ottenuto un contratto con l'agenzia di moda Wilhelmina Models, ed ha ottenuto la possibilità di apparire su numerose riviste come Style Weekly, Us Weekly, Star, OK!, Stuff, People, Maxim, Marie Claire ed è entrata nella lista "Maxim Hot 100" nel 2005.
Nel 2006, Adrianne Curry ha condotto il game show Ballbreakers. Come attrice ha recitato in Rock Me Baby nel 2004 ed Half and Half nel 2003. È inoltre comparsa in Dirt al fianco di Courteney Cox. È apparsa anche nel video musicale Just the Girl dei The Click Five. Attualmente Conduce settimanalmente una trasmissione sulla stazione radio NowLive.
Agnostica, è stata sposata con l'attore Christopher Knight, che interpretava il personaggio di Peter Brady nella serie televisiva La famiglia Brady.

## Agenzie
- Wilhelmina Models - New York
- Avenue Modeller

## Filmografia
- Half & Half – serie TV, episodio 2x01 (2003)
- America's Next Top Model – programma TV, vincitrice (2003–2004)
- Dirt – serie TV, episodio 1x06 (2007)